# Lista de monarcas da Lituânia
A Monarquia da Lituânia dizia respeito ao chefe de estado monárquico da Lituânia, que foi estabelecido como uma monarquia absoluta  [a] e hereditária. Ao longo da história da Lituânia, houve três dinastias ducais: a Casa de Mindaugas, a Casa de Gediminas e a Casa Jaguelônica. Apesar disso, o único rei coroado da Lituânia foi o Rei Mindaugas I.   Em mais dois casos, os nobres reais não foram coroados devido a circunstâncias políticas, mas tiveram reconhecimento de jure no exterior — Vytautas, o Grande, por Sigismundo, Sacro Imperador Romano-Germânico,  e Mindaugas II pelo Papa Bento XV.  
Outros eram vistos como reis da Lituânia, embora apenas tivessem considerado isso e nunca tivessem tomado outras medidas para reivindicar o trono, como no caso de Gediminas, que foi reconhecido como rei da Lituânia pelo Papa João XXII.  A monarquia hereditária na Lituânia foi estabelecida pela primeira vez no século XIII, durante o reinado de Mindaugas I, e oficialmente restabelecida como uma monarquia constitucional em 11 de julho de 1918, sendo abandonada logo depois, em 2 de novembro de 1918.
Durante as inaugurações dos monarcas lituanos até 1569, a boina de Gediminas foi colocada na cabeça do monarca pelo Bispo de Vilnius na Catedral de Vilnius. 
A Lituânia atualmente é uma democracia representativa em um sistema semipresidencial baseado na soberania popular, conforme definido na atual Constituição da Lituânia, e não possui monarquia.

## Títulos

### Rei
O título completo detido pelo rei da Lituânia de 1253 a 1263 foi: 
- Em lituano: Iš Dievo malonės, Lietuvos karalius
- Em latim: Dei Gratia Rex Lettowiae
- Tradução: Pela Graça de Deus, Rei da Lituânia

A primeira menção de um rei lituano é anterior ao estabelecimento do próprio reino cristão: de acordo com a Crônica Rimada da Livônia, o pai de Mindaugas foi um grande rei que "não teve igual em seu tempo".  À medida que o território da Lituânia se expandia para o leste, outros grão-duques com títulos de rei que governavam o país adotaram títulos semelhantes para se apresentarem no exterior. Por exemplo, o Grão-Duque da Lituânia Vytenis era por vezes considerado Rex Lethowinorum (Rei dos Lituanos), enquanto o seu sucessor Gediminas assumiu o título latino de Rex Lithuanorum et Multorum Ruthenorum (Rei dos Lituanos e de muitos Rutenos).     Os Cavaleiros Teutônicos se referiam a Algirdas e sua esposa Uliana (Julijona) como "Grande Rei da Lituânia" e "Grande Rainha da Lituânia".  Embora seja tradicionalmente aceite que Mindaugas foi o único rei verdadeiro, todos os registos históricos, com excepção dos anais eslavos, mencionam governantes lituanos como reis até 1386. 

### Grão-Duque
Oficialmente, o título de Grão-Duque da Lituânia foi introduzido após o Pacto de Horodło em 1413.  Até então, os monarcas anteriores eram chamados por títulos diferentes, incluindo reis. Isto acontecia porque na Lituânia, ao contrário da maioria das outras monarquias europeias, o Grão-Duque era um monarca soberano que não tinha responsabilidade perante ninguém, sendo portanto um rei de facto.  O título completo de Grão-Duque da Lituânia era: 
- Em lituano: Lietuvos didysis kunigaikštis
- Em latim: Magnus Dux Lithuaniae
- Tradução: Grão-Duque da Lituânia

Após o Ato de Krėva com a Polônia em 1385, o título latino completo foi alterado para Dei Gratia Rex Poloniae Magnus Dux Lithuaniae (Pela Graça de Deus, Rei da Polônia e Grão-Duque da Lituânia).

### Duque Supremo
O título de Grão-Duque da Lituânia entrou em vigor principalmente durante o reinado do Grão-Duque Vytautas, o Grande, que concluiu o Acordo de Ostrów com seu primo Jogaila (Ladislau II Jagelão) em 1392 e o acordo foi confirmado no Pacto de Vilnius e Radom em 1401. Desde então, Jogaila foi intitulado Duque Supremo da Lituânia (em latim: supremus dux Lithuaniae).     Vytautas, o Grande, obteve o governo de facto da Lituânia, que foi reconhecido pelos tratados.  Em 1398, a nobreza lituana declarou Vytautas, o Grande, como Rei da Lituânia e, após o Congresso de Lutsk em 1429, a coroação foi sancionada por Sigismundo, Sacro Imperador Romano-Germânico. No entanto, Vytautas morreu antes da chegada da coroa.   
O filho de Jogaila, Ladislau III também se intitulou Duque Supremo da Lituânia.  João I Alberto declarou-se unilateralmente como o Duque Supremo da Lituânia em 1492, mas este título foi rejeitado pelo Conselho de Lordes da Lituânia. 
Em 1544-1548, Sigismundo I, o Velho, expressou sua suprema autoridade monárquica na Lituânia usando novamente o título de Duque Supremo da Lituânia quando seu filho Sigismundo II Augusto era seu vice-regente na Lituânia.  

## Coroação

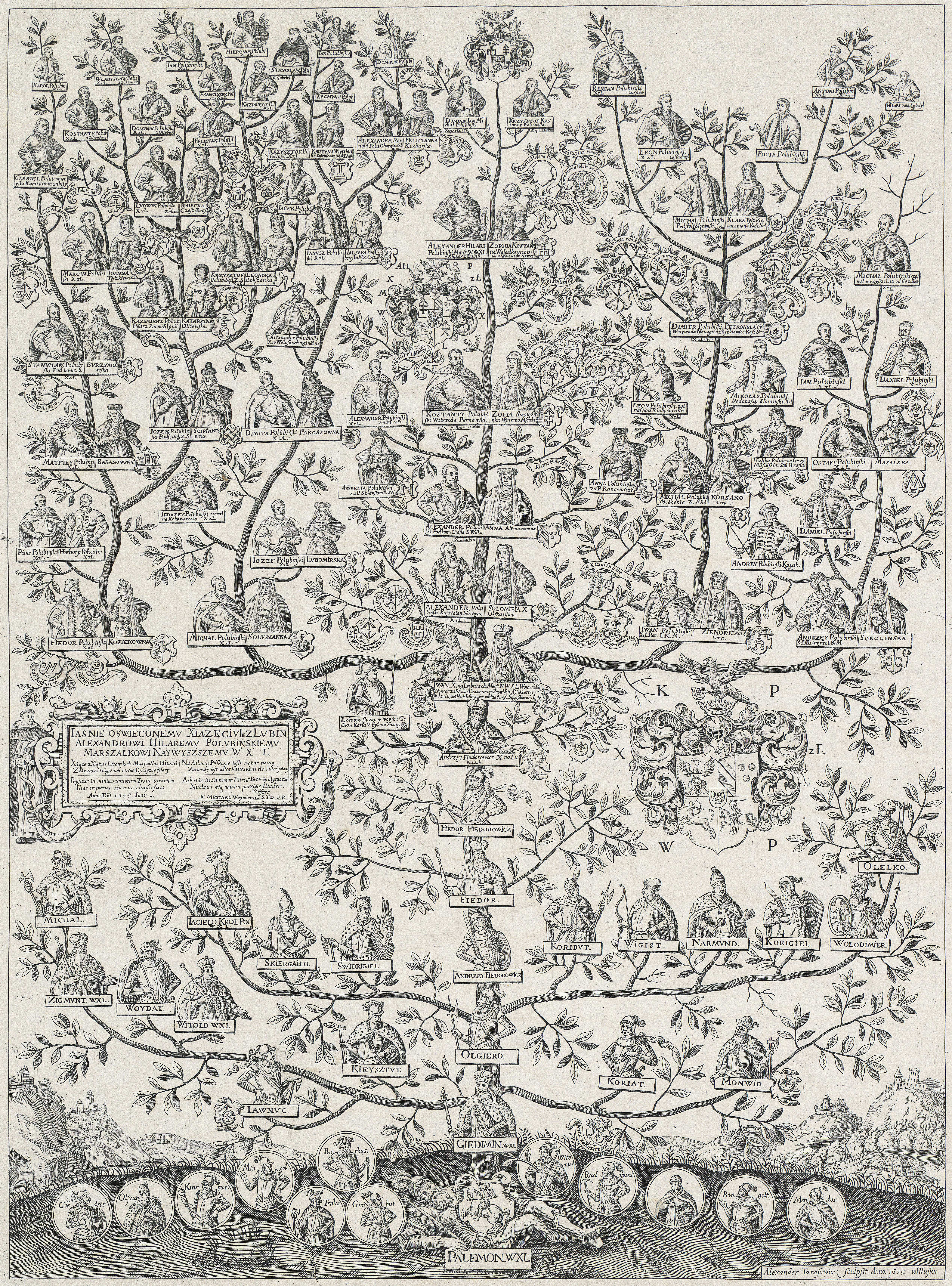
A Árvore Genealógica dos Monarcas Lituanos (originada de Palemonas) de Alexander Hilarius Polubinski, Grão-Marechal do Grão-Ducado da Lituânia, 1675

As coroações dos monarcas lituanos foram realizadas na Catedral de Vilnius e consistiram na colocação da boina de Gediminas na cabeça do monarca lituano e na apresentação de uma espada.   A boina foi colocada na cabeça pelo Bispo de Vilnius e a espada foi presenteada pelo Grande Marechal da Lituânia.   As insígnias de Vytautas, o Grande, consistiam na boina, espada, anel, bandeira e selo de Gediminas. 

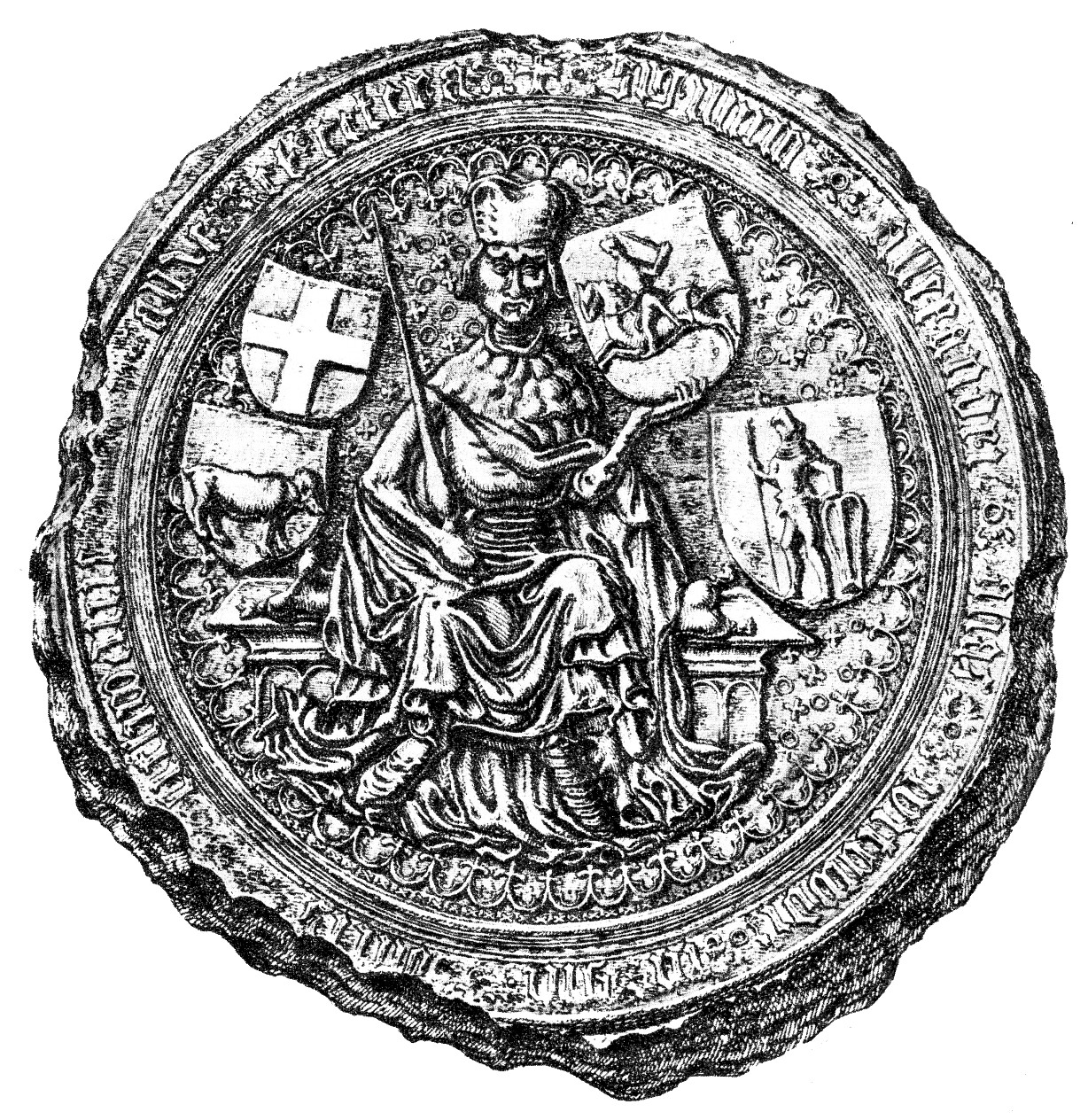
O selo majestoso de Vytautas de 1407, onde ele é visto usando a boina de Gediminas

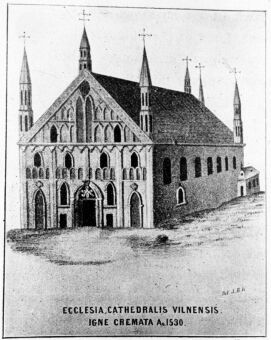
A Catedral de Vilnius, construída em 1407, serviu como local para as cerimônias dos Grão-Duques da Lituânia

A primeira cerimônia de coroação de um Grão-Duque Lituano sobre a qual há informações confiáveis é a de Casimiro IV Jagelão, conforme relatado por Jan Długosz.  Casimiro IV foi enviado por seu irmão mais velho, o rei da Polônia e da Hungria, o duque supremo da Lituânia, Ladislau III, à Lituânia para governar em seu nome.  Mas em vez disso, ele foi eleito Grão-Duque após sua chegada a Vilnius em 29 de junho de 1440, com o toque dos sinos da igreja e o canto do Te Deum laudamus.   Isto violava os acordos da União de Grodno (1432) e terminava a união polaco-lituana.   Manifestou a Lituânia como um estado soberano e seu governante Casimiro IV Jagelão destacou-se como um "senhor livre" (pan – dominus).  Segundo o historiador Edvardas Gudavičius, o bispo de Vilnius colocou um gorro de Gediminas na Catedral de Vilnius, apesar da oposição da nobreza polonesa.  

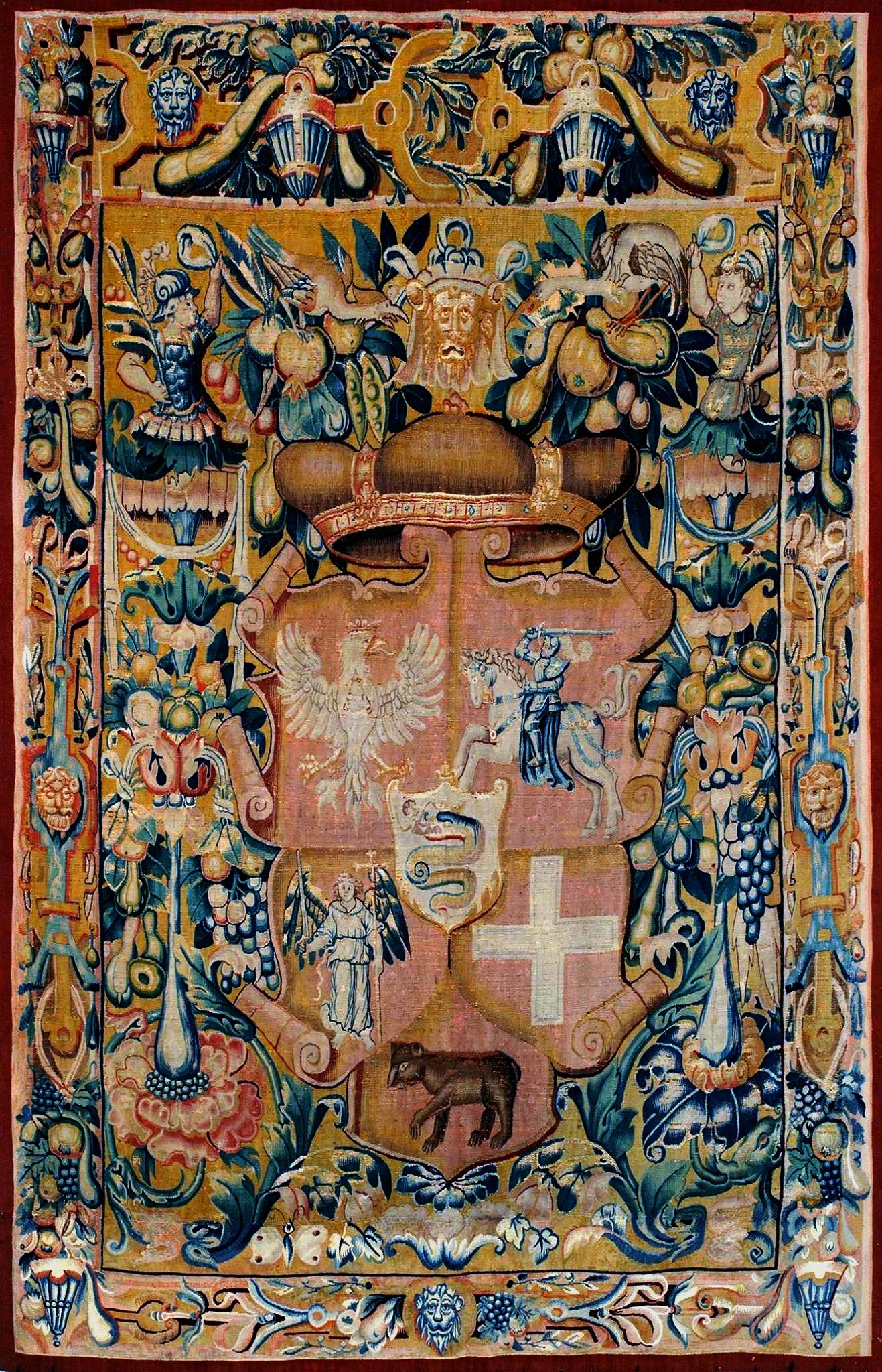
Tapeçaria com o brasão do Grão-Duque Sigismundo II Augusto, decorada com a boina de Gediminas, por volta de 1548

Outra coroação documentada é a entronização de Alexandre Jagelão em 1492. Alexandre foi nomeado Grão-Duque pelo seu pai, no entanto, uma eleição formal do governante foi realizada como parte de uma assembleia geral, que contou pela primeira vez com a presença de representantes de todas as terras do Grão-Ducado.  O curso da cerimônia foi documentado por Maciej Stryjkowski, que relatou que após a eleição os lordes elevaram Alexandre na catedral. O governante recém-eleito estava vestido "com um gorro ducal com pérolas e pedras preciosas engastadas, também o traje usual que hoje os príncipes do Reich usam na coroação imperial".  Então o bispo de Vilnius Wojciech Tabor o abençoou e fez uma exortação pastoral sobre ele. Então o Grande Marechal da Lituânia Petras Jonaitis Mantigirdaitis entregou a Alexandre uma espada nua e um cetro.   Posteriormente, os polacos consideraram eleger Alexandre Jagelão como Rei da Polônia, no entanto, em vez dele, João I Alberto foi eleito Rei da Polónia em agosto de 1492 e isto levou a outro fim da união polaco-lituana. 
Stryjkowski também relatou a eleição e posse de Sigismundo I como Grão-Duque da Lituânia em 20 de outubro de 1509. A cerimônia contou novamente com a presença do Bispo Wojciech Tabor, que desta vez não apenas abençoou, mas também colocou uma boina na cabeça do governante. Por sua vez, o Grande Marechal Michael Glinski presenteou-o com uma espada. Sigismundo recebeu o juramento dos senhores lituanos enquanto estava sentado no trono.  Segundo Stryjkowski, a boina era: "de veludo vermelho com esferas de ouro cravejadas de pedras preciosas". 
A última cerimônia para elevar um grão-duque ocorreu em 18 de outubro de 1529, quando Sigismundo Augusto foi elevado a essa dignidade enquanto seu pai ainda estava vivo. A cerimônia ocorreu no grande salão do castelo inferior recém-construído, já que a catedral foi incendiada naquele mesmo ano.   O jovem Sigismundo Augusto sentou-se no trono entre seus pais, cercado por membros do conselho dos lordes. A boina foi colocada na cabeça do governante pelo Bispo de Vilnius, enquanto o Grande Marechal lhe presenteou com uma espada.  Após a União de Lublin, que formou a Comunidade Polaco-Lituana federativa em 1569, e a morte do último governante Gediminida, Sigismundo II Augusto, em 1572, as inaugurações separadas na Catedral de Vilnius foram abolidas, portanto a boina de Gediminas perdeu seu significado cerimonial.    As insígnias dos governantes lituanos não foram preservadas e após a União de Lublin apenas o selo (mantido pelo Grão-Chanceler da Lituânia) e a bandeira (carregada perto do governante pelo Grande Porta-Bandeira da Lituânia) permaneceram. 

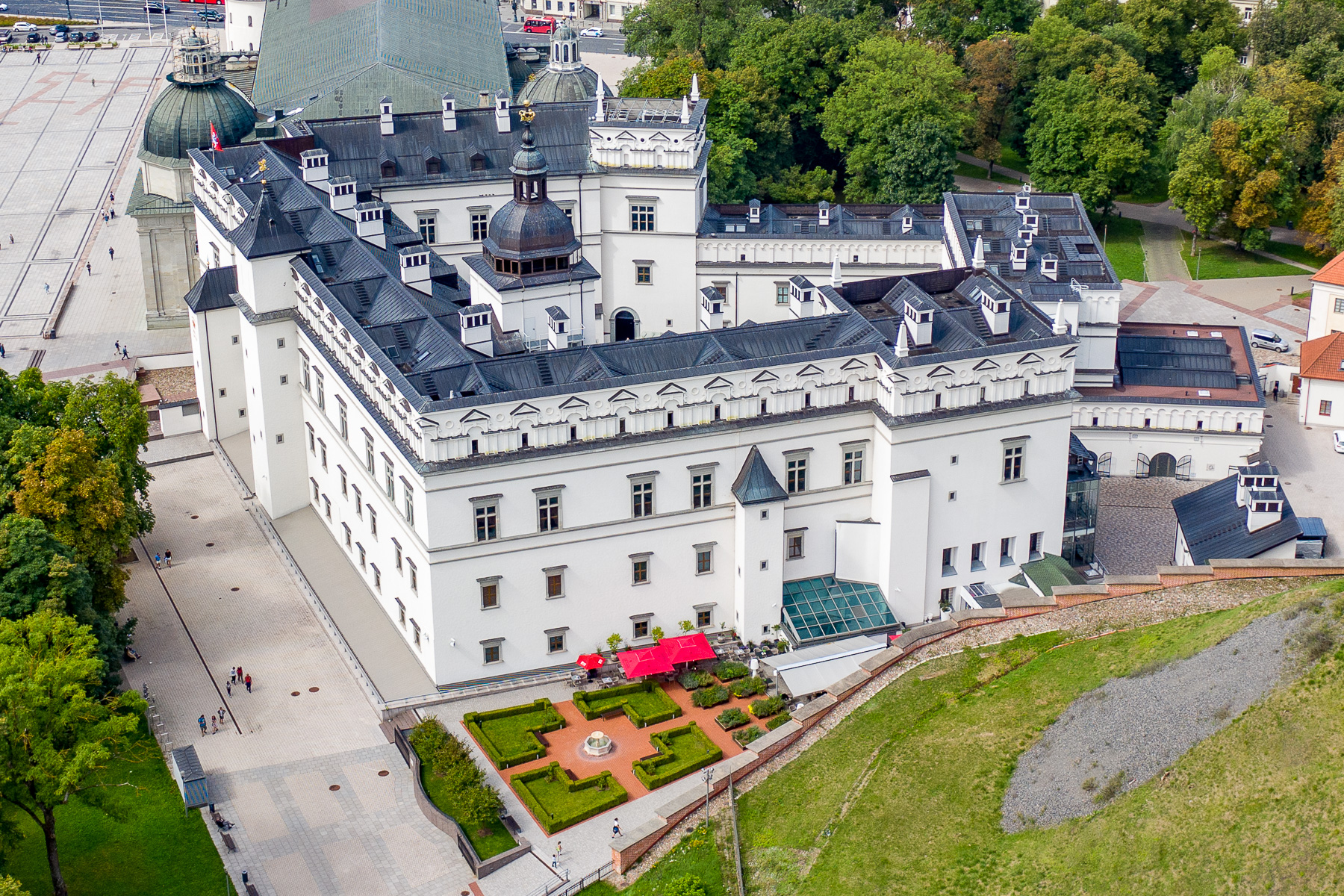
Palácio dos Grão-Duques da Lituânia, onde se realizou a cerimónia de Sigismundo II Augusto

A demanda por uma cerimônia de inauguração separada do Grão-Duque da Lituânia foi levantada pelos nobres do Grão-Ducado da Lituânia (por exemplo, Mikołaj Radziwiłł, o "Vermelho", Eustachy Wołłowicz, Jan Karol Chodkiewicz, Konstanty Ostrogski) durante as negociações da União de Lublin, no entanto, não foi oficialmente incluída nela.  Em 20 de abril de 1576, um congresso dos nobres do Grão-Ducado da Lituânia foi realizado em Grodno, que adotou uma Universal, assinada pelos nobres lituanos participantes, que anunciava que se os delegados do Grão-Ducado da Lituânia sentissem pressão dos poloneses na Sejm Eleitoral, os lituanos não seriam obrigados por um juramento da União de Lublin e teriam o direito de selecionar um monarca separado.  Em 29 de maio de 1580, o bispo Merkelis Giedraitis, na Catedral de Vilnius, presenteou o Grão-Duque Estêvão Báthory (Rei da Polônia desde 1º de maio de 1576) com uma espada luxuosamente decorada e um chapéu adornado com pérolas (ambos foram santificados pelo próprio Papa Gregório XIII), enquanto esta cerimônia manifestava a soberania do Grão-Ducado da Lituânia e tinha o significado de elevação do novo Grão-Duque da Lituânia, ignorando assim as estipulações da União de Lublin.     No entanto, pela União de Lublin, os governantes da Comunidade Polaco-Lituana foram eleitos em sejms eleitorais conjuntos Polaco-Lituanos até à Terceira Partição em 1795 e receberam títulos separados de Rei da Polónia e Grão-Duque da Lituânia.   Durante as coroações dos monarcas conjuntos polaco-lituanos, a coroa polaca também foi anunciada como propriedade dos nobres polacos e lituanos. 

## Lista

### Casa de Mindaugas(1236–1267)
| Nome                                                                                              | Retrato | Nascimento                                                           | Morte                                                                 | Casamento(s)                                          | Reinvindicações                                    |
| ------------------------------------------------------------------------------------------------- | ------- | -------------------------------------------------------------------- | --------------------------------------------------------------------- | ----------------------------------------------------- | -------------------------------------------------- |
| Grão-Duque / Rei Mindaugas 1236 – 1253 (17 anos; como Grão-Duque) 1253 – 1263 (10 anos; como Rei) |         | c. 1203 Filho do mitológico Ringaudas                                | 1263, Aglona (c. 60 anos; Assassinado por Treniota e Daumantas)       | (1) N.N., irmã de Morta, 2 filhos (2) Morta, 2 filhos | Direito de conquista Filho do mitológico Ringaudas |
| Grão-Duque Treniota 1263 – 1264 (1 ano)                                                           |         | Desconhecido Filho de N.N., irmã de Mindaugas e Vykintas             | 1264 (Assassinado por servos leais ao filho de Mindaugas, Vaišvilkas) | Desconhecido, 1 filho                                 | Direito de conquista Sobrinho de Mindaugas         |
| Grão-Duque Vaišvilkas 1264 – 1267 (3 anos)                                                        |         | Desconhecido Filho de Mindaugas e N.N., primeira esposa de Mindaugas | 1268 (Assassinado por Leão I da Galiza)                               | Solteiro, nenhum filho                                | Direito de conquista Filho de Mindaugas            |

### Casa de Monomakh(1267–1269)
| Nome                                                   | Retrato | Nascimento                         | Morte                       | Casamento(s)                           | Reinvindicações                                |
| ------------------------------------------------------ | ------- | ---------------------------------- | --------------------------- | -------------------------------------- | ---------------------------------------------- |
| Grão-Duque Švarnas 11 de julho de 1267 – 1269 (2 anos) |         | c. 1230 Filho de Daniel da Galícia | c. 1269, Chełm (c. 39 anos) | N.N., filha de Mindaugas, nenhum filho | Oferecido por Vaišvilkas Cunhado de Vaišvilkas |

### Casa de Mindaugas(1269–1285)
| Nome                                       | Retrato | Nascimento   | Morte                                                    | Casamento(s)            | Reinvindicações                                         |
| ------------------------------------------ | ------- | ------------ | -------------------------------------------------------- | ----------------------- | ------------------------------------------------------- |
| Grão-Duque Traidenis 1270 – 1282 (12 anos) |         | 1220         | 1282, Kernavė (62 anos)                                  | Ona da Masóvia, 1 filho | Direito de conquista Possivelmente parente de Mindaugas |
| Grão-Duque Daumantas 1282 – 1285 (3 anos)  |         | Desconhecido | 3 de março de 1285 (Morreu em uma batalha perto de Tver) | Desconhecido            | Possivelmente filho de Mindaugas                        |

### Casa de Gediminas(1285–1440)
| Nome | Retrato | Brasão       | Nascimento                                                   | Morte | Casamento(s) | Reinvindicações                                              |
| --- | ------- | ------------ | ------------------------------------------------------------ | --- | --- | ------------------------------------------------------------ |
| Grão-Duque Butigeidis 1285 – 1291 (6 anos)                                                                                            |         | Desconhecido | Desconhecido Filho de Skalmantas (?)                         | 1291 | Desconhecido | Possivelmente parente de Daumantas                           |
| Grão-Duque Butvydas 1291 – 1295 (4 anos)                                                                                              |         | Desconhecido | Desconhecido Filho de Skalmantas (?)                         | c. 1294–1295                                                                                               | Desconhecido | Irmão de Butigeidis                                          |
| Grão-Duque Vytenis 1295 – 1316 (21 anos)                                                                                              |         | Desconhecido | 1260 Filho de Butvydas                                       | 1316 (56 anos)                                                                                             | Vikinda, 1 filho | Filho de Butvydas                                            |
| Grão-Duque Gediminas 1316 – 1341 (25 anos)                                                                                            |         | Desconhecido | c. 1275 Filho de Butvydas                                    | c. 1341, Raudonė (c. 66 anos)                                                                              | Jaunė, 13 filhos | Filho de Butvydas                                            |
| Grão-Duque Jaunutis 1341 – 1345 (4 anos)                                                                                              |         | Desconhecido | c. 1306−1309 Filho de Gediminas e Jaunė                      | c. 1366 (c. 57−60 anos)                                                                                    | Desconhecido, 3 filhos | Filho de Gediminas                                           |
| Grão-Duque (Diarquia com Kęstutis) Algirdas 1345 – 1377 (32 anos)                                                                     |         |              | c. 1296 Filho de Gediminas e Jaunė                           | c. 1377, Maišiagala (c. 81 anos)                                                                           | (1) Maria de Vitebsk, 6 filhos (2) Uliana de Tver, 8 filhos                                                                          | Direito de conquista Filho de Gediminas                      |
| Grão-Duque (Diarquia com Kęstutis) Jogaila Algirdaitis Maio de 1377 – Agosto de 1381 (4 anos, 90 dias)                                |         |              | c. 1352−1362, Vilnius Filho de Algirdas e Uliana de Tver     | 1 de junho de 1434, Gródek Jagielloński (c. 72−82 anos)                                                    | (1) Edviges da Polônia, nenhum filho (2) Ana de Cilli, 1 filho (3) Elizabeth Granowska, nenhum filho (4) Sofia de Holszany, 2 filhos | Filho de Algirdas                                            |
| Grão-Duque Kęstutis 1381 – 1382 (1 ano)                                                                                               |         |              | c. 1297, Senieji Trakai Filho de Gediminas e Jaunė           | 1382, Kreva (c. 84–85 anos; Assassinado por ordem de Jogaila enquanto estava preso)                        | Birutė, 3 filhos | Direito de conquista Filho de Gediminas                      |
| Grão-Duque Jogaila Algirdaitis 3 de agosto de 1382 – 1 de junho de 1434 (51 anos, 302 dias)                                           |         |              | c. 1352−1362, Vilnius Filho de Algirdas e Uliana de Tver     | 1 de junho de 1434, Gródek Jagielloński (c. 72−82 anos)                                                    | (1) Edviges da Polônia, nenhum filho (2) Ana de Cilli, 1 filho (3) Elizabeth Granowska, nenhum filho (4) Sofia de Holszany, 2 filhos | Filho de Algirdas                                            |
| União de Krewo, 1385 Polônia e Lituânia são governadas de jure por um monarca, mas continuam a ser estados separados.                 |         |              |                                                              | | |                                                              |
| Grão-Duque Jogaila Algirdaitis 3 de agosto de 1382 – 1 de junho de 1434 (51 anos, 302 dias)                                           |         |              | c. 1352−1362, Vilnius Filho de Algirdas e Uliana de Tver     | 1 de junho de 1434, Gródek Jagielloński (c. 72−82 anos)                                                    | (1) Edviges da Polônia, nenhum filho (2) Ana de Cilli, 1 filho (3) Elizabeth Granowska, nenhum filho (4) Sofia de Holszany, 2 filhos | Filho de Algirdas                                            |
| Grão-Duque Skirgaila 1386 – 1392 (6 anos)                                                                                             |         |              | c. 1353–1354, Vilnius Filho de Algirdas e Uliana de Tver     | 11 de janeiro de 1397, Kiev (c. 42−44 anos; Possivelmente envenenado por ordem de padres ortodoxos russos) | Solteiro, nenhum filho | Oferecido por Jogaila Filho de Algirdas Removido por Jogaila |
| Acordo de Ostrów, 1392 Após a Guerra Civil Lituana, Vytautas e seus sucessores de jure atuam como regentes do Rei da Polônia até 1440 |         |              |                                                              | | |                                                              |
| Grão-Duque Rei Eleito da Lituânia Vytautas, "O Grande" 3 de agosto de 1392 – 27 de outubro de 1430 (38 anos, 84 dias)                 |         |              | c. 1350, Senieji Trakai Filho de Kęstutis e Birutė           | 27 de outubro de 1430, Trakai (c. 80 anos)                                                                 | (1) Ana, 1 filho (2) Uliana Olshanska, nenhum filho                                                                                  | Oferecido por Jogaila Filho de Kęstutis                      |
| Grão-Duque Švitrigaila Outubro de 1430 – 1 de agosto de 1432 (1 ano, 274 dias)                                                        |         |              | c. Antes de 1370, Vilnius Filho de Algirdas e Uliana de Tver | 10 de fevereiro de 1452, Lutsk (c. 82 anos)                                                                | Ana de Tver, 1 filho | Filho de Algirdas                                            |
| Grão-Duque Sigismundo Kęstutaitis (em lituano: Žygimantas Kęstutaitis) 1432 – 1440 (8 anos)                                           |         |              | 1365, Trakai Filho de Kęstutis e Birutė                      | 20 de março de 1440, Trakai (c. 80 anos; Assassinado por apoiadores de Švitrigaila)                        | Desconhecido, 1 filho | Filho de Kęstutis                                            |

### Casa Jaguelônica(1440–1569)
| Nome | Retrato | Brasão | Nascimento                                                                        | Morte                                                  | Casamento(s) | Reinvindicações              |
| --- | ------- | ------ | --------------------------------------------------------------------------------- | ------------------------------------------------------ | --- | ---------------------------- |
| Rei da Polônia e Grão-Duque da Lituânia Casimiro IV Jagelão (em lituano: Kazimieras Jogailaitis) 29 de junho de 1440 – 7 de junho de 1492 (51 anos, 344 dias) |         |        | 30 de novembro de 1427, Cracóvia Filho de Jogaila Algirdaitis e Sofia de Holszany | 7 de junho de 1492, Antigo Castelo de Grodno (64 anos) | Isabel da Áustria, 12 filhos                                                                                    | Filho de Jogaila             |
| Rei da Polônia e Grão-Duque da Lituânia Alexandre Jagelão (em lituano: Aleksandras Jogailaitis) 30 de julho de 1492 – 19 de agosto de 1506 (14 anos, 20 dias) |         |        | 5 de agosto de 1461, Cracóvia Filho de Casimiro IV Jagelão e Isabel da Áustria    | 19 de agosto de 1506, Vilnius (45 anos)                | Helena de Moscou, nenhum filho                                                                                  | Filho de Casimiro IV Jagelão |
| Rei da Polônia e Grão-Duque da Lituânia Sigismundo I, "O Velho" (em lituano: Žygimantas Senasis) 29 de junho de 1440 – 7 de junho de 1492 (41 anos, 115 dias) |         |        | 1 de janeiro de 1467, Kozienice Filho de Casimiro IV Jagelão e Isabel da Áustria  | 1 de abril de 1548, Cracóvia (81 anos)                 | (1) Barbara Zápolya, 2 filhos (2) Bona Sforza, 6 filhos                                                         | Filho de Casimiro IV Jagelão |
| Rei da Polônia e Grão-Duque da Lituânia Sigismundo II (em lituano: Žygimantas Augustas) 1 de abril de 1548 – 7 de julho de 1572 (24 anos, 97 dias)            |         |        | 1 de janeiro de 1467, Kozienice Filho de Sigismundo I e Bona Sforza               | 7 de julho de 1572, Knyszyn (51 anos)                  | (1) Isabel de Habsburgo, nenhum filho (2) Bárbara Radziwiłł, nenhum filho (3) Catarina da Áustria, nenhum filho | Filho de Sigismundo I        |
| União de Lublin, 1569 Polônia e Lituânia se unem numa única Comunidade                                                                                        |         |        |                                                                                   |                                                        | |                              |

### Grão-Duques da Lituânia na Comunidade (1569–1795)
| Nome | Retrato | Brasão | Nascimento | Morte                                             | Casamento(s) | Reinvindicações | Casa         |
| --- | ------- | ------ | --- | ------------------------------------------------- | --- | --- | ------------ |
| Rei da Polônia e Grão-Duque da Lituânia Sigismundo II (em lituano: Žygimantas Augustas) 1 de julho de 1569 – 7 de julho de 1572 (24 anos, 98 dias)                                                              |         |        | 1 de janeiro de 1467, Kozienice Filho de Sigismundo I e Bona Sforza                                            | 7 de julho de 1572, Knyszyn (51 anos)             | (1) Isabel de Habsburgo, nenhum filho (2) Bárbara Radziwiłł, nenhum filho (3) Catarina da Áustria, nenhum filho | Hereditário Primeiro monarca a introduzir a monarquia eletiva | Jaguelônica  |
| Rei da Polônia e Grão-Duque da Lituânia Henrique (em lituano: Henrikas Valua) 16 de maio de 1573 – 12 de maio de 1575 (1 ano, 362 dias)                                                                         |         |        | 19 de setembro de 1551, Fontainebleau Filho de Henrique II e Catarina de Médici                                | 2 de agosto de 1589, Saint-Cloud (37 anos)        | Luísa de Lorena, nenhum filho                                                                                   | Eleito Deixou a Polônia em junho de 1574 para suceder seu irmão, Carlos IX, na França Interregno até 1575                                                                  | Valois       |
| Rainha da Polônia e Grã-Duquesa da Lituânia Ana (em lituano: Ona Jogailaitė) 15 de dezembro de 1575 – 19 de agosto de 1587 (de facto) (11 anos, 248 dias) – 9 de setembro de 1596 (de jure) (20 anos, 270 dias) |         |        | 18 de outubro de 1523, Cracóvia Filha de Sigismundo I e Bona Sforza                                            | 9 de setembro de 1596, Varsóvia (72 anos)         | Estevão Báthory, nenhum filho                                                                                   | Eleita co-monarca com Estevão Báthory Governante única até a chegada e coroação de Báthory em maio de 1576 Governou após a morte do marido até que seu sobrinho foi eleito | Jaguelônica  |
| Rei da Polônia e Grão-Duque da Lituânia Estevão Báthory (em lituano: Steponas Batoras) 1 de maio de 1576 – 12 de dezembro de 1586 (10 anos, 226 dias)                                                           |         |        | 27 de setembro de 1533, Szilágysomlyó (Șimleu Silvaniei) Filho de Estêvão Báthory de Somlyó e Catarina Telegdi | 12 de dezembro de 1586, Grodno (53 anos)          | Ana Jagelão, nenhum filho                                                                                       | Eleito co-monarca com Ana Jagelão Anteriormente Príncipe da Transilvânia                                                                                                   | Báthory      |
| Rei da Polônia e Grão-Duque da Lituânia Sigismundo III (em lituano: Zigmantas Vaza) 19 de agosto de 1587 – 30 de abril de 1632 (44 anos, 256 dias)                                                              |         |        | 20 de junho de 1566, Gripsholm Filho de João III da Suécia e Catarina Jagelão                                  | 30 de abril de 1632, Varsóvia (65 anos)           | (1) Ana da Áustria, 5 filhos (2) Constança de Habsburgo, 7 filhos                                               | Eleito, sobrinho de Ana Jagelão Capital transferida de Cracóvia para Varsóvia Rei Hereditário da Suécia até sua deposição em 1599                                          | Vasa         |
| Rei da Polônia e Grão-Duque da Lituânia Ladislau IV (em lituano: Vladislovas Vaza) 8 de novembro de 1632 – 20 de maio de 1648 (15 anos, 195 dias)                                                               |         |        | 9 de junho de 1595, Łobzów Filho de Sigismundo III e Ana da Áustria                                            | 20 de maio de 1648, Merkinė (52 anos)             | (1) Cecília Renata de Áustria, 3 filhos (2) Maria Luísa Gonzaga, nenhum filho                                   | Sucessão eletiva Também Rei Titular da Suécia e eleito Czar da Rússia (1610–1613) quando o Exército Polonês capturou Moscou                                                | Vasa         |
| Rei da Polônia e Grão-Duque da Lituânia João II Casimiro (em lituano: Jonas Kazimieras Vaza) 20 de novembro de 1648 – 16 de setembro de 1668 (19 anos, 302 dias)                                                |         |        | 22 de março de 1609, Cracóvia Filho de Sigismundo III e Ana da Áustria                                         | 16 de dezembro de 1672, Nevers (63 anos)          | (1) Maria Luísa Gonzaga, 2 filhos (2) Claudine Françoise Mignot, 1 filho (casamento morganático)                | Sucessão eletiva, sucedeu seu meio-irmão Anteriormente cardeal Rei Titular da Suécia Abdicou                                                                               | Vasa         |
| Rei da Polônia e Grão-Duque da Lituânia Miguel I (em lituano: Mykolas Kaributas Višnioveckis) 19 de junho de 1669 – 10 de novembro de 1673 (4 anos, 145 dias)                                                   |         |        | 31 de maio de 1640, Biały Kamień Filho de Jeremi Wiśniowiecki e Gryzelda Konstancja Wiśniowiecka               | 10 de novembro de 1673, Lwów (33 anos)            | Leonor da Áustria, nenhum filho                                                                                 | Eleito Nascido na nobreza de herança mista, filho de um comandante militar e governador                                                                                    | Wiśniowiecki |
| Rei da Polônia e Grão-Duque da Lituânia João III Sobieski (em lituano: Jonas Sobieskis) 19 de maio de 1674 – 17 de junho de 1696 (22 anos, 30 dias)                                                             |         |        | 17 de agosto de 1629, Olesko Filho de Jakub Sobieski e Teofila Zofia                                           | 17 de junho de 1696, Wilanów (66 anos)            | Maria Casimira d'Arquien, 13 filhos                                                                             | Eleito Nascido na nobreza Comandante militar de sucesso | Sobieski     |
| Rei da Polônia e Grão-Duque da Lituânia Augusto II, "O Forte" (em lituano: Augustas II Stiprusis) 15 de setembro de 1697 – 1706 (1º Reinado, 9 anos)                                                            |         |        | 12 de maio de 1670, Dresden Filho de João Jorge III e Ana Sofia da Dinamarca                                   | 1 de fevereiro de 1733, Varsóvia (62 anos)        | Cristiana Everadina de Brandemburgo-Bayreuth, 1 filho                                                           | Eleito Anteriormente Eleitor e governante da Saxônia Destronado por Estanislau I em 1706 durante a Grande Guerra do Norte                                                  | Wettin       |
| Rei da Polônia e Grão-Duque da Lituânia Estanislau I (em lituano: Stanislovas I Leščinskis) 12 de julho de 1704 – 8 de julho de 1709 (1º Reinado, 4 anos, 362 dias)                                             |         |        | 20 de outubro de 1677, Lwów Filho de Rafael Leszczyński e Ana Jabłonowska                                      | 23 de fevereiro de 1766, Lunéville (88 anos)      | Catarina Opalińska, 2 filhos                                                                                    | Usurpado Nomeado governante em 1704, coroado em 1705 e antecessor deposto em 1706 Exilado em 1709                                                                          | Leszczyński  |
| Rei da Polônia e Grão-Duque da Lituânia Augusto II, "O Forte" (em lituano: Augustas II Stiprusis) 8 de julho de 1709 – 1 de fevereiro de 1733 (2º Reinado, 23 anos, 209 dias)                                   |         |        | 12 de maio de 1670, Dresden Filho de João Jorge III e Ana Sofia da Dinamarca                                   | 1 de fevereiro de 1733, Varsóvia (62 anos)        | Cristiana Everadina de Brandemburgo-Bayreuth, 1 filho                                                           | Restaurado | Wettin       |
| Rei da Polônia e Grão-Duque da Lituânia Estanislau I (em lituano: Stanislovas I Leščinskis) 12 de setembro de 1733 – 26 de janeiro de 1736 (2º Reinado, 2 anos, 137 dias)                                       |         |        | 20 de outubro de 1677, Lwów Filho de Rafael Leszczyński e Ana Jabłonowska                                      | 23 de fevereiro de 1766, Lunéville (88 anos)      | Catarina Opalińska, 2 filhos                                                                                    | Eleito Sua eleição desencadeou a Guerra de Sucessão da Polônia Deposto por Augusto III em 1736                                                                             | Leszczyński  |
| Rei da Polônia e Grão-Duque da Lituânia Augusto III (em lituano: Augustas III Saksas) 5 de outubro de 1733 – 5 de outubro de 1763 (30 anos)                                                                     |         |        | 17 de outubro de 1696, Dresden Filho de Augusto II e Cristiana Everadina                                       | 5 de outubro de 1763, Dresden (66 anos)           | Maria Josefa da Áustria, 16 filhos                                                                              | Usurpado Proclamado Rei da Polônia em 1733, coroado em 1734 Predecessor eleito destronado em 1736                                                                          | Wettin       |
| Rei da Polônia e Grão-Duque da Lituânia Estanislau II Augusto (em lituano: Stanislovas Augustas II Poniatovskis) 7 de setembro de 1764 – 25 de novembro de 1795 (31 anos, 80 dias)                              |         |        | 17 de janeiro de 1732, Wołczyn Filho de Estanislau Poniatowski e Konstancja Czartoryska                        | 1 de fevereiro de 1798, São Petersburgo (66 anos) | Solteiro | Eleito Nascido na nobreza Último Rei da Polônia e Grão-Duque da Lituânia, seu reinado terminou nas Partilhas da Polônia                                                    | Poniatowski  |

### Casa de Urach(1918)
| Nome                                                                           | Retrato | Brasão | Nascimento                                                                                       | Morte                                  | Casamento(s)                                                                            | Reinvindicações                                                         |
| ------------------------------------------------------------------------------ | ------- | ------ | ------------------------------------------------------------------------------------------------ | -------------------------------------- | --------------------------------------------------------------------------------------- | ----------------------------------------------------------------------- |
| Rei Eleito Mindaugas II 11 de julho de 1918 – 2 de novembro de 1918 (115 dias) |         |        | 30 de maio de 1864, Mônaco Filho de Guilherme, 1º Duque de Urach e Princesa Florestina de Mônaco | 24 de março de 1928, Rapallo (63 anos) | (1) Duquesa Amália da Baviera, 9 filhos (2) Princesa Gertrudes da Baviera, nenhum filho | Restauração de jure Oferecido pelo Conselho da Lituânia Oferta retirada |

## Linha do tempo
| Comparação de reinados dos monarcas lituanos |
| -------------------------------------------- |
|                                              |

## União de Lublin
Em 1564, o Rei da Polônia e Grão-Duque da Lituânia Sigismundo II Augusto renunciou aos seus direitos ao trono hereditário da Lituânia — a cerimônia decoroação separada e a insígnia do Grão-Duque da Lituânia foram abolidas. Em 1º de julho de 1569, Sigismundo II Augusto uniu os dois países em uma única bifederação, conhecida como Comunidade Polaco-Lituana, que existiu pelos 226 anos seguintes. A União incluiu mudanças constitucionais, como a criação de uma monarquia eletiva formal, que reinaria simultaneamente sobre ambos os partidos.  Após a morte de Sigismundo II em 1572, um monarca conjunto polaco-lituano seria eleito, pois na União de Lublin foi acordado que o título de "Grão-Duque da Lituânia" seria recebido por um monarca eleito conjuntamente no sejm eleitoral em sua ascensão ao trono, perdendo assim seu antigo significado institucional. No entanto, a União de Lublin garantiu que a instituição e o título de "Grão-Duque da Lituânia" seriam preservados.   A demanda por uma cerimônia de inauguração separada do Grão-Duque da Lituânia foi levantada pelos nobres do Grão-Ducado da Lituânia (por exemplo, Mikołaj Radziwiłł, o Vermelho, Eustachy Wołłowicz, Jan Karol Chodkiewicz, Konstanty Ostrogski) durante as negociações da União de Lublin, no entanto, não foi oficialmente incluída nela.  No entanto, antes das eleições reais polaco-lituanas de 1576, foi realizado um congresso dos nobres do Grão-Ducado da Lituânia em 20 de abril de 1576 em Grodno, que adotou uma Universal, assinada pelos nobres lituanos participantes, que anunciava que se os delegados do Grão-Ducado da Lituânia sentissem pressão dos polacos na Sejm eleitoral, os lituanos não seriam obrigados por um juramento da União de Lublin e teriam o direito de selecionar um monarca separado.  Em 29 de maio de 1580, uma cerimônia foi realizada na Catedral de Vilnius durante a qual o bispo Merkelis Giedraitis presenteou Estêvão Báthory (rei da Polônia desde 1º de maio de 1576) com uma espada luxuosamente decorada e um chapéu adornado com pérolas (ambos foram santificados pelo próprio Papa Gregório XIII), enquanto esta cerimônia manifestou a soberania do Grão-Ducado da Lituânia e teve o significado de elevação do novo Grão-Duque da Lituânia, ignorando assim as estipulações da União de Lublin.     Durante o Dilúvio da Segunda Guerra do Norte, a Comunidade se desintegrou temporariamente em 1655, quando os magnatas do Grão-Ducado da Lituânia assinaram a União de Kėdainiai com o Império Sueco  e se tornaram seu protetorado com Carlos X Gustavo servindo como Grão-Duque da Lituânia.  Foi de curta duração porque a Suécia perdeu a guerra.  A Comunidade deixou de existir permanentemente em 1795, após sua terceira partição pelas potências vizinhas, Prússia, Rússia e Áustria. Após as partições, as terras da Lituânia étnica foram divididas: a Lituânia propriamente dita tornou-se parte do Império Russo, enquanto a Sudóvia tornou-se parte do Reino da Prússia.

## História

### Reino da Lituânia sob Mindaugas I
À medida que as conquistas da Prússia pela Ordem Teutônica e da Livônia pelos Irmãos Livônios chegavam ao fim, ambas as ordens religiosas católicas começaram a representar uma ameaça existencial para a então pagã Lituânia. Em resposta, o duque Mindaugas, que nessa altura já tinha conseguido fortalecer o seu domínio em várias terras bálticas e eslavas, procurou consolidar o poder e unir a Lituânia numa entidade política, converter-se ao cristianismo e tornar-se rei.  Em 1250 ou 1251, ele foi batizado como católico romano. Em 1253, provavelmente em Vilnius ou Novogrudok,  ele e sua esposa Morta foram coroados Rei e Rainha, estabelecendo assim uma aliança de curta duração com a Ordem da Livônia. Isso lançou as bases para o reconhecimento internacional do recém-criado Reino da Lituânia como um país ocidental.

### Tentativas de coroação no Grão-Ducado da Lituânia
Alguns documentos históricos sugerem que na época da assinatura do Tratado de Salynas em 1398, os nobres lituanos reconheceram Vytautas como seu rei como uma declaração simbólica de lealdade.  O próprio Vytautas tentou estabelecer oficialmente seu reinado por meio de coroação pelo menos três vezes.  Todas as três tentativas não tiveram sucesso porque a situação política era muito mais complicada — a essa altura, o Grão-Ducado da Lituânia e a Coroa do Reino da Polônia estavam sob o governo conjunto do Grão-Duque da Lituânia e Rei da Polônia Jogaila (Ladislau II Jagelão), com a Coroa em Cracóvia, Polônia. Como consequência, a ideia de uma monarquia lituana de pleno direito, bem como a Polónia a perder a sua influência sobre o seu vizinho, foi recebida com forte resistência por parte dos nobres polacos.  A primeira coroação foi planejada para 8 de setembro de 1430, mas depois que uma das delegações que transportou a coroa soube que a primeira delegação foi roubada a caminho da Lituânia, eles retornaram a Nuremberg. No mesmo ano de outubro, Vytautas, até sua morte, planejou sua coroação pelo menos mais duas vezes, mas sem sucesso. 
Em 1526, o Conselho de Lordes da Lituânia sugeriu ao Rei Sigismundo I, o Velho, que concedesse ao Grão-Ducado da Lituânia o estatuto de reino, mas tal proposta foi rejeitada pela Dinastia Jaguelônica governante. 

### Reino da Lituânia (1918)de juresob Mindaugas II

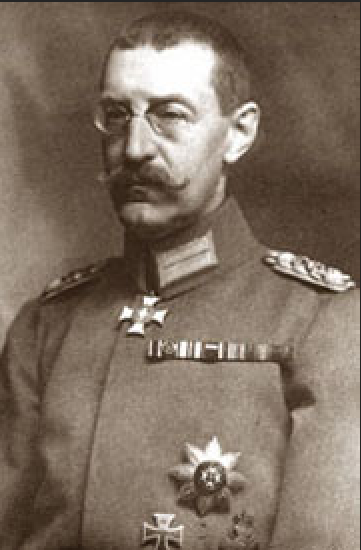
Guilherme de Urach em 1918

Durante a Primeira Guerra Mundial, o Império Alemão queria que a Lituânia fosse anexada e se tornasse parte da Prússia ou da Saxônia,  que por 123 anos permaneceu como parte do Império Russo após a Terceira Partição da Comunidade Polaco-Lituana em 1795. Em uma tentativa de evitar se tornar uma província, mas permanecer em boas relações com a Alemanha, o Conselho da Lituânia decidiu estabelecer uma monarquia constitucional separada com Guilherme de Urach como Rei, com residência no Palácio de Verkiai. De acordo com o documento de doze pontos que lembra os rudimentos de uma Constituição, o Reino da Lituânia deveria ter uma legislatura bicameral com um papel representativo do monarca. Wilhelm von Urach também recebeu condições como adotar o título de Mindaugas II, deixar seus filhos estudarem em uma escola lituana, nomear apenas cortesãos, ministros e outros altos funcionários públicos que fossem cidadãos lituanos e falassem a língua oficial do país, além de não deixar o estado por mais de dois meses por ano sem a permissão do governo. Quando a guerra terminou, ficou claro que a Alemanha estava perdendo. Em 5 de outubro de 1918, no Reichstag, o novo chanceler da Alemanha, Maximiliano de Baden, anunciou que seu estado reconhecia o direito das nações à autodeterminação e apoiava seus esforços para se tornarem países independentes.  Pouco depois, a Alemanha expressou o seu apoio oficial à independência da Lituânia.  Além disso, os diplomatas de França também tinham proclamado inequivocamente ao Conselho da Lituânia e ao Parlamento que ter um monarca de ascendência alemã seria visto como inaceitável.  Em 2 de novembro de 1918, quando ficou claro que o próprio rei eleito Mindaugas estava hesitante em chegar à Lituânia para sua coroação devido à agitação política, o Conselho decidiu abandonar a ideia de ser uma monarquia satélite e estabelecer uma república totalmente independente.

### Atualidade

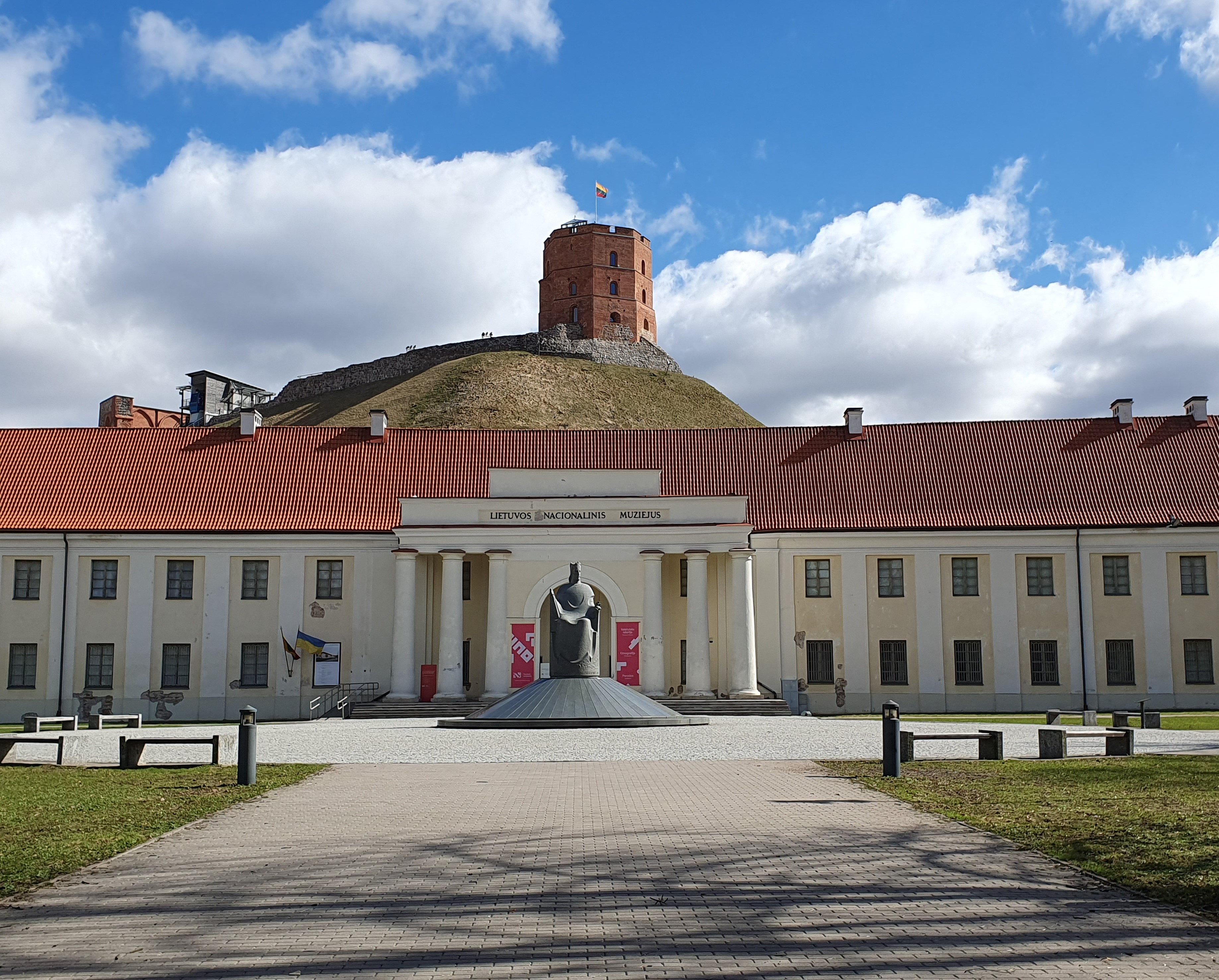
Monumento ao Rei Mindaugas em frente ao Museu Nacional da Lituânia e à Torre de Gediminas em Vilnius

Embora não existam partidos monárquicos na Lituânia moderna, existe um movimento monárquico que é a favor do restabelecimento da monarquia de curta duração de 1918.  O movimento juntamente com a União Real da Nobreza Lituana acredita que o actual estado lituano não passou por todos os procedimentos complicados e necessários para abolir verdadeiramente a monarquia lituana.  De acordo com o marechal do senado da organização "Palácio do Reino da Lituânia", Stanislovas Švedarauskas:
Podemos apresentar a data específica em que o Reino da Lituânia da Idade Média deixou de existir e quando terminou a monarquia constitucional lituana do século XX? Nas palavras dos historiadores, quando Mindaugas I morreu em 1263, o Reino também havia desaparecido. Porém, depois de quase 100 anos, no século XIV, Gediminas enviaria suas cartas proclamando ser “Rei dos Lituanos e de muitos Rutenos”. Em novembro de 1918, o Conselho de Estado deixou a questão de Mindaugas II para a Assembleia Constituinte. E embora seja verdade que este último declarou a Lituânia uma república democrática em 15 de Maio de 1920, nunca ouvi falar de a Assembleia Constituinte ter denunciado oficialmente a declaração do Conselho de Estado de 11 de Julho de 1918, que apelava à criação de uma monarquia constitucional na Lituânia e convidava Mindaugas II assumirá seu trono.
O comentarista político Česlovas Iškauskas respondeu:
Em 1918, a Alemanha exerceu grande influência. Mas agora a ideia de restabelecer a monarquia constitucional, bem como as atividades do "Palácio do Reino da Lituânia", parece-me um jogo quando não se tem nada melhor para fazer. Neste momento, a Lituânia tem questões muito mais importantes – precisa de pensar em como resistir às ameaças atuais e não numa nova monarquia.
O príncipe Inigo von Urach, neto de Guilherme de Urach (Mindaugas II), afirma que, de acordo com o Almanach de Gotha, ele continua sendo o legítimo pretendente ao trono lituano  e está disposto a se tornar rei da Lituânia, se a nação quiser. Para citá-lo de uma entrevista para a LRT, "Não é minha coisa decidir [a ideia de ser oficialmente coroado Rei], isso é coisa da população aqui, dos cidadãos da Lituânia. Não é minha coisa [decidir]. Mas eu prometo - se eles me quiserem, eu estarei pronto para este trabalho."   Ele também mencionou que Guilherme de Urach expressou sua vontade em seu Testamento de "manter a reivindicação do trono" da Lituânia, bem como de Mônaco. 